# Aumisme

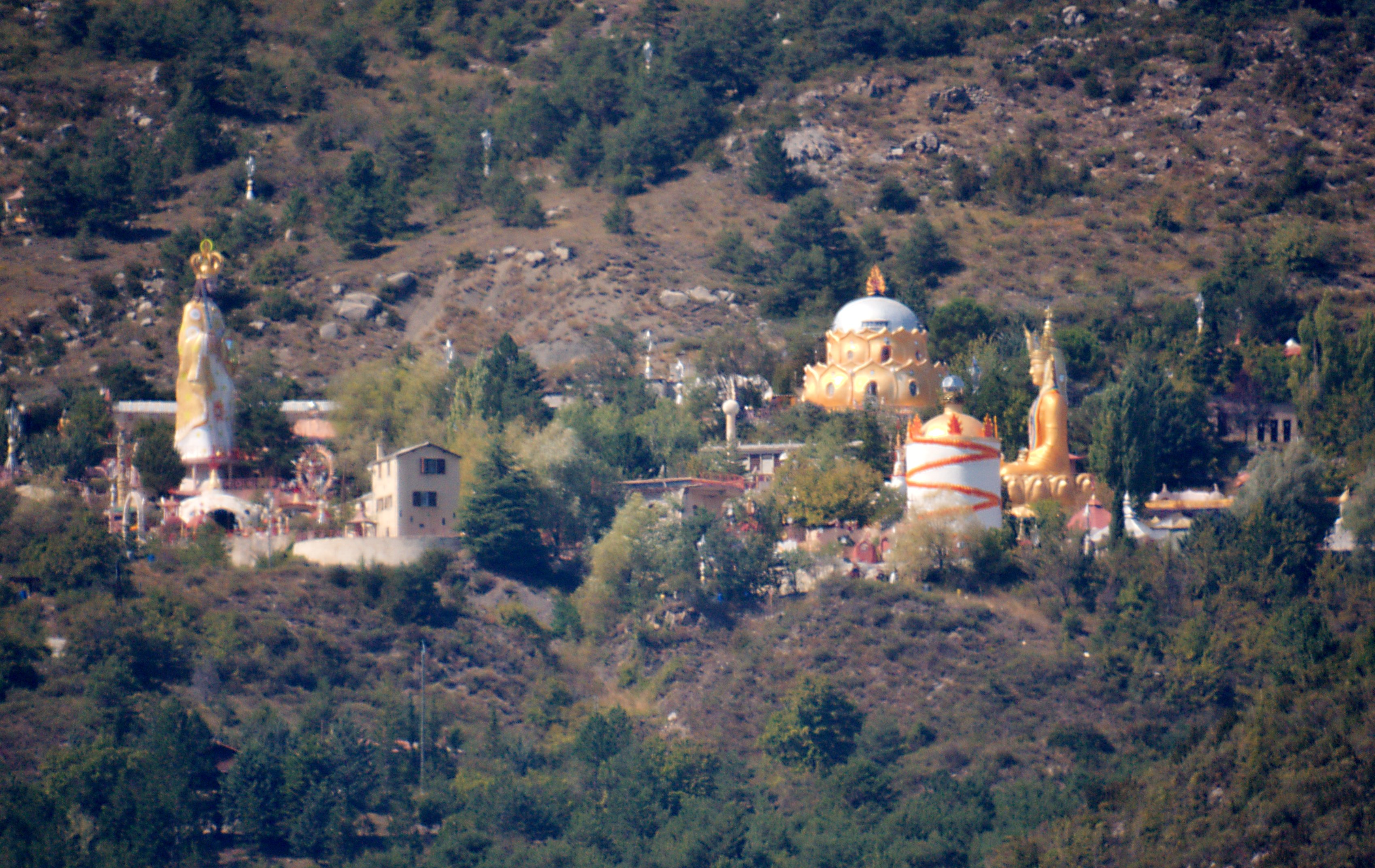
Le Mandarom, vu de l'autre rive du lac de Castillon.

L'aumisme est un courant religieux fondé en 1969 par Gilbert Bourdin, « messie cosmoplanétaire ». L'aumisme est présenté par ses membres comme la synthèse de toutes les religions existantes dont le dogme principal est « l'Unité des visages de Dieu », ce qui signifie que Dieu est unique et le même pour tous, quelles que soient les croyances de chacun.
Gilbert Bourdin a installé le siège mondial de son culte au monastère de Mandarom Shambhasalem (43° 53′ 39″ N, 6° 30′ 36″ E) qui se trouve dans les Alpes-de-Haute-Provence, dans la commune de Castellane. Le bâtiment est situé dans la montagne, à 1 200 m d'altitude, et a été connu pour l'immense statue du leader qui le dominait, finalement détruite par les autorités après sa mort.
En 1995, le mouvement était classé en France comme secte par une commission parlementaire, et a fait l'objet de nombreux reportages documentant un certain nombre de dérives (escroquerie, abus sexuels, emprise mentale...). Après la mort du leader en 1998, le mouvement a beaucoup perdu en influence mais n'a pas disparu, et s'est considérablement réformé. Début 2008, le président de la Miviludes (Mission interministérielle de vigilance et de lutte contre les dérives sectaires), dans un entretien sur la politique et l'action de la Mission, estime que des mouvements, un temps mis en cause, « étaient rentrés dans les clous » et présentaient une moindre dangerosité ; il citait pour illustrer son propos « le Mandarom ou Hare Krishna ».
À son apogée, le mouvement aurait rassemblé quelques centaines de membres, en France principalement, ainsi que dans une dizaine d'autres pays pour la plupart francophones.

## Origine du mouvement
Gilbert Bourdin est né en Martinique le 25 juin 1923 dans une famille française et catholique. Dans les années 1950, tout en poursuivant une formation universitaire dans les domaines du droit, de la philosophie, de l’économie et de la médecine[réf. nécessaire], il consacre du temps à des recherches sur le Yoga, la naturopathie, la spiritualité et les sciences ésotériques.
D'après la biographie officielle, en 1960, après des voyages en Terre Sainte et au Moyen-Orient, il séjourne en Inde, notamment à Rishikesh dans l’ashram de Swami Sivananda Sarasvati. Celui-ci lui confère l’initiation de Sannyasin (« Renonçant consacré à Dieu ») et lui donne le nom de Swami Hamsananda Sarasvati (« Félicité dans l’Absolu »).
À son retour en France en 1962, Gilbert Bourdin s’installe dans une grotte isolée du Vaucluse où il poursuit ses pratiques spirituelles de yogi, s’adonnant quotidiennement à des ascèses rigoureuses, à la méditation et au Hatha-Yoga. Les conditions extrêmes et le froid exceptionnel qui sévit pendant l’hiver de 1962-1963 ne feront que renforcer sa détermination et son travail de prière.
Il met au point des techniques spirituelles qui permettraient à ceux qui s'y adonnent d’accéder à l’union avec le Divin. Il rattache sa démarche à la tradition des Pères chrétiens du désert ou des grands yogis tibétains. Le 27 août 1967, il fonde à Carpentras l'ordre initiatique des chevaliers du lotus d'or et exerce comme professeur de Yoga dans des centres qu'il crée.
Sollicité par des visiteurs de plus en plus nombreux, il fonde en 1969 le monastère de Mandarom Shambasalem non loin de la ville de Castellane, lieu déclaré saint qui rassemble des temples se réclamant de toutes les religions.
Depuis 2009, le mouvement devient officiellement l'association cultuelle du «Vajra triomphant», (vajra signifie : diamant).
Une délégation de l’Aumisme s’est rendu à Toronto en novembre 2018 pour représenter ce mouvement à un congrès international de religions au Parlement mondial des religions.

## Doctrine et culte
D'après l'association, et sans doute selon Gilbert Bourdin, le terme aumisme vient du mantra «aum» (ou om) ; dans les traditions religieuses hindouistes et bouddhistes, ce son représente l'origine de la création de l'univers.
Le mouvement aumiste se donne plusieurs missions  :
« C’est de rénover spirituellement le monde et les univers.
C’est de défaire les rouages du karma et toute sa hiérarchie.
C’est de rétablir L’Unité des Visages de Dieu.
C’est de former une élite spirituelle capable de planétariser l’Âge d’Or.
C’est de réunir en une seule Lumière du OM toutes les Religions.
C’est de stimuler toutes les âmes au combat intérieur.
C’est d’aider toutes les âmes, à la mort du corps, à se former à l’Âge Nouveau, dans la Colonne de Lumière à six branches, cristallisée en astral autour de la Terre.
C’est de faire la révolution des consciences planétaires, la rénovation divine, pour qu’arrive, après les douleurs de l’enfantement, un ciel neuf et sans souillure,.»
Le mouvement se définit comme un « ordre initiatique en dix-sept degrés, axé sur la recherche de la libération spirituelle ou réintégration divine ». Selon son fondateur, l'aumisme « est une religion active et dynamique, permettant par des moyens simples, concrets, accessibles à tous, de construire ensemble au-delà des races, des classes, des croyances, les nouvelles valeurs de notre humanité ». Son dogme est l'« Unité des visages de Dieu »,.
Le Hierokarantine « est l’âme et la mémoire du monde qui réapparaît à la fin de la nuit de l’Âge de Fer pour restaurer l’Âge d’Or. » Il « est l’incarnation totale de Dieu présent dans un corps de chair. Il est le Verbe de la sélection des âmes. »
Il publie « Je suis le messie attendu - L'avatar de synthèse », devenu « L'avatar lumineux de synthèse » édité par le Mandarom. L'aumisme consiste notamment à pratiquer des « Batailles Terrestres et Cosmiques » ayant eu pour résultat d'avoir « mis fin au règne du mal cosmique » en 1990. C'est pourquoi la statue détruite du « messie cosmo-planétaire » se trouvait couronnée de « la Tiare du Grand Pontife de l'Ordre de Diamant Cosmique », selon le commentaire de Gilbert Bourdin dans ses écrits. Ce dernier organise des combats contre « les Lémuriens de Pluton » ou encore, contre « les Atlantes ».
Ces combats sont essentiels à la doctrine ; le 6 novembre 1987, Gilbert Bourdin affirme avoir personnellement « poursuivi Metatron, le démon, jusque dans les glaces du pôle Nord et du Groenland, ce qui permit l'extermination de deux cent quarante millions de puissances angéliques démoniaques et l'explosion de quarante forteresses ».
Formulée dans vingt-deux livres dont Gilbert Bourdin est l'auteur, la doctrine de l'aumisme vise une synthèse de diverses traditions religieuses ésotériques et exotériques, inspirée notamment de certaines des idées d'Helena Blavatsky, d'Alice Ann Bailey et de Paul Le Cour. Les différentes grandes religions sont considérées comme divers chemins conduisant à l'Absolu. Selon cette représentation, celui qui « s'élève vers le Divin (Dieu, Allah, le Tao…) » par sa propre religion se rapproche de plus en plus des autres religions ou voies. Avec l'unité (ou l'unification) des religions, toujours selon Gilbert Bourdin, « naîtra bientôt une confédération cosmo-planétaire des nouvelles humanités, entrant dans l'aube décisive de l'Âge d'Or ».
Le symbole de l'aumisme est « l'hexamide », une pyramide dont la base a la forme d'un hexagone (d'où le terme « hexamide », hexa + mide). Décorée aux sept couleurs de l'arc-en-ciel, elle est surmontée d'une sphère contenant la lettre sanskrite OM, symbolisant « l'Absolu divin ». L'aumisme est représenté à la base de l'hexamide, comme un ciment entre les traditions, ainsi que comme une colonne blanche au centre de l'hexamide rejoignant l'arc-en-ciel au cœur de l'hexamide. Douze religions principales sont symbolisées sur les faces de l'hexamide par des couleurs :
- Bleu : Christianisme
- Mauve : Judaïsme
- Rouge : Religions naturelles (Chamanisme, Animisme, etc.)
- Orange : Hindouisme
- Jaune : Bouddhisme
- Vert : Shintoïsme
- Bleu clair : Mazdéisme
- Mauve : Taoïsme
- Rouge : Religions disparues
- Beige : Jaïnisme
- Jaune : Sikhisme
- Vert : Islam

L'aumisme déclare également viser « à l'équilibre du corps et de l'esprit » :  pour préserver la santé de ces derniers, le mouvement recommande à ses membres le végétarisme, la naturopathie, le hatha yoga, les arts martiaux, la maîtrise du souffle.
La prêtrise est divisée en deux branches : les moines et les prêtres. Les premiers résident en permanence au « Mandarom » (qui se désigne lui-même comme « Mandarom shambhasalem ») ayant fait vœu de chasteté ; les prêtres et les prêtresses, membres séculiers, peuvent se marier et mener une vie familiale et professionnelle. Ne font pas partie de la prêtrise les « Chevaliers », membres de base n'ayant pas été initiés dans « l'Ordre initiatique des Chevaliers du Vajra Triomphant » ou diamant cosmique.
L' Aumisme prône une stricte égalité entre l'homme et la femme. Les données publiques, notamment celles publiées par l’Aumisme n’indiquent pas la part de femmes dans les trois cents prêtres et les cent évêques signalés.

## Site du Mandarom

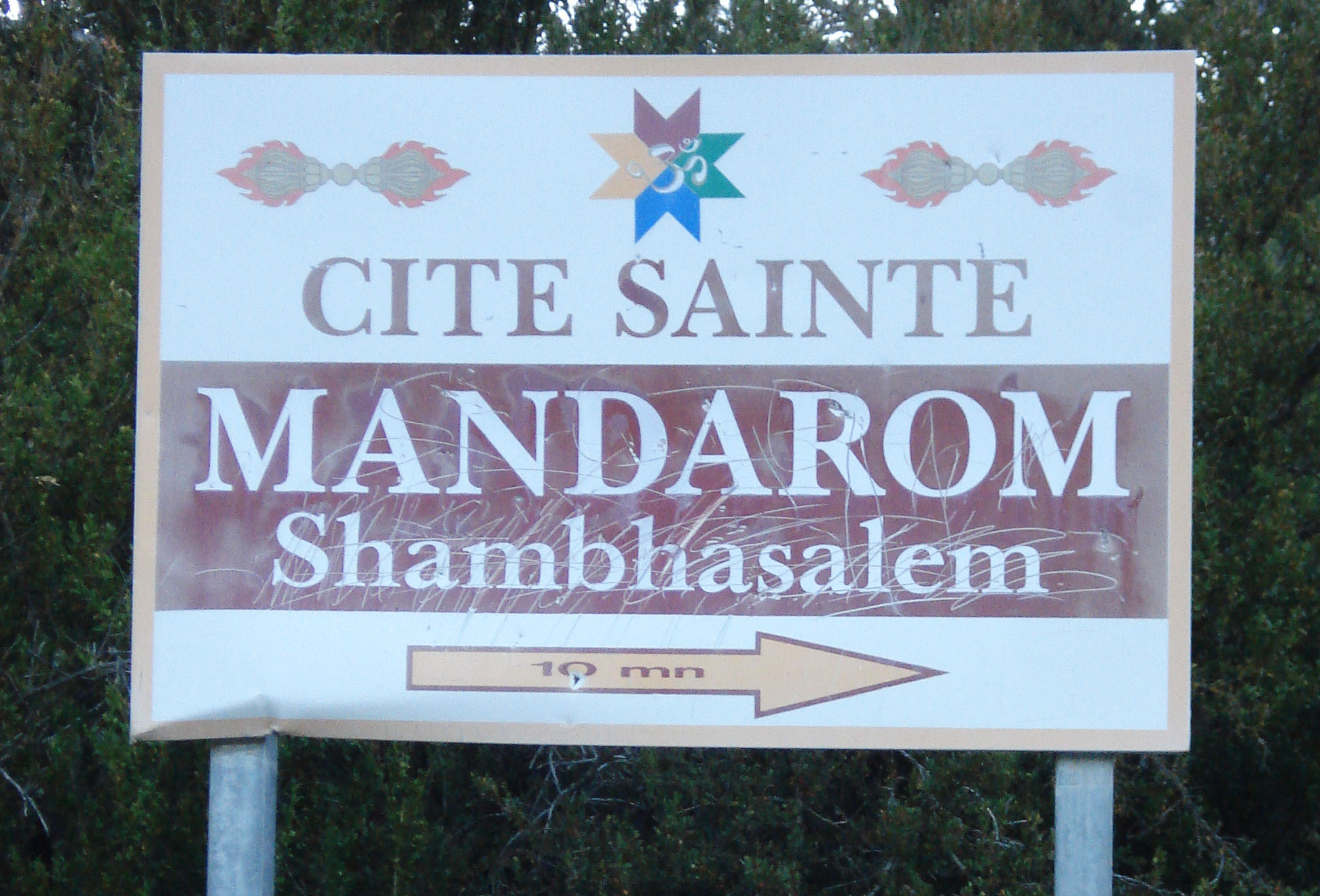
Panneau indiquant l'accès au « Mandarom ».

« Mandarom Shambhasalem » est le nom de la « cité sainte » du mouvement, qui se situe près des gorges du Verdon à 10 kilomètres au-dessus de Castellane, à proximité de La Baume (43° 53′ 39″ N, 6° 30′ 36″ E), dans les Alpes-de-Haute-Provence françaises.
Cette construction, qualifiée alternativement d’« ashram », de « temple » ou de « monastère », puisant dans les termes utilisés par les grandes religions se veut leur rassemblement et présente ainsi des bâtiments les évoquant toutes.
Dans ce monastère résident des membres du mouvement, moines et moniales, ainsi qu'à titre temporaire d'autres membres venant effectuer des retraites.
Divers édifices ont été construits sur le site — entre autres : en 1977 un « Temple Lotus » de 11 mètres de haut, en 1981 un Bouddha assis (Bouddha Maitreya) de 22 mètres de haut qui serait selon le mouvement la plus haute représentation de ce type dans le monde occidental, en 1987 une statue de 17 mètres de haut du « Christ cosmique », en 1988 « un Temple de la Trimurti d'âge d'or » d'inspiration hindouiste, en 1989 une « Maria Cosmica », une « Mosquée de l'Imam Mahdi » et un « Temple de l'avatar Kalkî ».

## Scandales, accusations et procédures
Plusieurs scandales et procédures ont marqué les activités de l'aumisme.

### Lutte contre les sectes
L'« Association des chevaliers du lotus d'or » fut répertoriée en 1995 comme « mouvement sectaire d'inspiration orientaliste » par un rapport de la commission d'enquête parlementaire sur les sectes. Elle est également citée dans le rapport parlementaire de 1999, intitulé Les sectes et l'argent, contesté par le mouvement.
Début 2008, le président de la Miviludes (Mission interministérielle de vigilance et de lutte contre les dérives sectaires), dans une interview sur la politique et l'action de la Mission estime que des mouvements, un temps mis en cause, « étaient rentrés dans les clous » et présenteraient une moindre dangerosité, et cite en exemple « le Mandarom ou Hare Krishna ».
Aujourd'hui, la Miviludes ne considère officiellement plus l'Aumisme comme un mouvement sectaire. Les membres du mouvement font valoir diverses publications en leur faveur, dont celui de Maurice Duval, ethnologue au CERCE et maître de conférences à l'université de Montpellier, qui « estime » sans fondement l'amalgame de ce mouvement avec des « groupes criminels » lors d'interviews accompagnant la sortie en 2002 de son ouvrage Un ethnologue au Mandarom. Enquête à l'intérieur d'une « secte », dans lequel il rendait compte d'une fréquentation régulière du Mandarom pendant quatre années.
Pour François Koch, Maurice Duval discrédite ses travaux pour avoir écrit, à rebours des faits, « la Justice n’a jamais inculpé le gourou » Gilbert Bourdin.

### Contre les projets immobiliers du Mandarom
L'écologiste Robert Ferrato (mort en 2015) a débuté en août 1992 une longue lutte pour mettre fin aux projets d'urbanisme de l'association. Initialement, l'association souhaitait ériger un « temple pyramide » de très grande ampleur (8'000 m2 sur 3 étages). Après un premier permis de construire obtenu puis retiré[source insuffisante], les demandes de permis de construire suivantes (de 1999, 2003 et 2005, de dimensions toujours de plus en plus petites, dont la dernière version permettait plus que 250 places dans le Temple Pyramide de l'Unité) n'ont jamais abouti.
Sur le site fut construite une statue de 33 mètres (incluant un socle d'une hauteur de 8 mètres dans lequel était logé un petit temple) représentant Gilbert Bourdin. Objet de contestations comme de polémiques, cette statue du « Messie Cosmo-Planétaire », aussi connue sous le nom de « statue du Mandarom », fut dynamitée le 6 septembre 2001 par la force publique à la suite d'une décision de justice, au terme de diverses procédures judiciaires relatives à la validité du permis de construire et des demandes de son annulation faites par « l'association pour la protection des lacs et sites du Verdon » ainsi que par deux voisins,,.
Par jugement du 22 juin 2006, le tribunal administratif de Marseille admet l'existence d'un permis de construire, sans se prononcer sur sa validité.
Le 30 octobre 2018, la Cour d'appel de Grenoble condamne le Mandarom à remettre la colline abimée en état dans un délai de 3 ans, avec soixante-dix mille euros de dommages-intérêts ; elle se prononce quant au projet de reprise de construction du temple pyramide, pour lequel l'association dispose de capitaux abondants, consécutifs au règlement par l'État du versement ordonné par la Cour Européenne des Droits de l'Homme.

### Contre Gilbert Bourdin, son dirigeant
Au printemps 1995, puis en 1996, Gilbert Bourdin fut l'objet de plaintes pour « viols et agressions sexuelles » déposées par deux anciennes membres, Florence Roncaglia, et Francine Grad. Le 12 juin 1995, la police l'arrête au Mandarom avec dix-sept membres, relâchés quant à eux le jour suivant.
Au terme d'une procédure judiciaire (confrontation avec Florence Roncaglia, libération sous caution, placement sous contrôle judiciaire, classement sans suite d'une plainte, nouvelles plaintes), l'action publique est abandonnée du fait du décès du prévenu le 19 mars 1998.
En 2000, un journal publie de fausses informations à propos d'une prétendue indemnisation de ces deux femmes. En effet, par jugement du tribunal de grande instance de Versailles du 8 décembre 2004 (RG : 2002/10714 PHR)[source insuffisante], il est déduit du non-lieu prononcé du fait de l'extinction de l'action publique provoquée par la mort de Gilbert Bourdin, qu'aucune indemnisation ne peut leur être accordée.

### Contre Robert Mathieu, conseiller juridique et fiscal du Mandarom
Ancien inspecteur des impôts, révoqué par arrêté du Ministre de l'économie le 23 juillet 1991, ce disciple du Mandarom, conseille fiscalement l'association,. Robert Mathieu est le pseudonyme sous lequel il publie deux ouvrages « Le racket fiscal » et « Echec à la dictature fiscale », en 1990 et en 1991,.

### Fraude fiscale et collecte de fonds
L'association a gagné un procès engagé au nom des deux associations dissoutes en 1995 contre l’État français, qui a été condamné à lui rembourser le montant d'un contrôle fiscal opéré antérieurement. Ainsi, le 31 janvier 2013, la France est condamnée par la Cour Européenne des Droits de l'Homme (CEDH) à verser près de quatre millions d'euros au Mandarom pour entrave à la liberté de penser, de conscience et de religion au visa de l'article 9 de la Convention Européenne des Droits de l'Homme.
La question de droit est surtout fiscale, puisqu'il s'agissait de savoir si les dons récoltés par ces associations, étaient, ou non, soumis à taxation sur la valeur ajoutée et aux impôts.

## Le mouvement aujourd'hui
Gilbert Bourdin meurt le 19 mars 1998 à l'hôpital de Grasse, à l'âge de 74 ans.
Depuis lors, Christine Amory-Mazaudier, collaboratrice bénévole en physique au CNRS et à Polytechnique,,, dirige l'Association qui s'était dissoute puis refondée sous un nouveau nom trois ans avant ce décès, pour devenir l'« Association du Vajra triomphant ».
Le Hamsah Institut (ou Hamsah Shakti Yoga Institut), École d'art de vivre et ancienne École des arts et des sciences de la vie à Entraigues-sur-Sorgues, revendique son inspiration dans l'aumisme,.
Au début du XXIe siècle, le mouvement était présent essentiellement en France avec quatre centaines de membres dont 30 à 50 moines ou moniales au sein du « Mandarom », et dans une moindre mesure au Québec avec une centaine de membres, en Belgique, au Royaume-Uni, en Allemagne, en Italie, au Canada, aux États-Unis, au Congo Brazzaville, en Suisse.
L'aumisme était représenté en tant que religion lors du dernier parlement mondial des religions de 2015 se tenant à Salt Lake City, dans l’Utah, et une délégation était également présente au parlement mondial des religions de Toronto en 2018.
En 2014, le mouvement revendiquait 1 200 membres dans le monde, dont un bon tiers dans le département des Alpes-Maritimes (405 adeptes en 2015), les autres résidant en région parisienne (35 membres), au Québec, au Congo-Brazzaville, en République démocratique du Congo et dans une dizaine d'autres pays, dont les États-Unis. Le nombre de membres résidant au Mandarom est tombé à une quinzaine en 2004 ; en 2013, une quinzaine de membres vivent toujours au Mandarom.
Le site officiel du mouvement, disponible en français, en anglais et en espagnol, ne fournit aucune information quant au nombre de ses membres.

## Dans les médias
L'aspect très « baroque » du culte aumiste et de son monastère ont attiré les caméras de plusieurs émissions de télévision, comme Sous Emprise. 
Certains de ces reportages pourraient avoir inspiré Les Inconnus dans leur sketch intitulé « Les sectes ». 